# Daniel Gutiérrez
Daniel Admir Gutiérrez Rojas (Arica, 16 febbraio 2003) è un calciatore cileno, difensore del Colo-Colo.

## Caratteristiche tecniche
È un difensore centrale.

## Carriera

### Club
È cresciuto nel settore giovanile del Colo-Colo con cui ha debuttato il 27 marzo 2021 nell'incontro di Primera División pareggiato 0-0 contro l'Unión La Calera. Ha segnato il suo primo gol il 17 febbraio 2024 nella trasferta vinta 3-0 contro l'Unión Española.

### Nazionale
Nel 2019 ha partecipato con il Cile Under-17 al campionato mondiale di categoria, dove ha raggiunto gli ottavi di finale.
Nel 2023 ha vinto la medaglia d'argento ai giochi panamericani perdendo la finale contro il Brasile.

## Statistiche

### Presenze e reti nei club
Statistiche aggiornate al 16 marzo 2025.
| Stagione        | Squadra         | Campionato      | Campionato | Campionato | Coppe nazionali | Coppe nazionali | Coppe nazionali | Coppe continentali | Coppe continentali | Coppe continentali | Altre coppe | Altre coppe | Altre coppe | Totale | Totale | Totale |
| Stagione        | Squadra         | Comp            | Pres       | Reti       | Comp            | Pres            | Reti            | Comp               | Pres               | Reti               | Comp        | Pres        | Reti        | Pres   | Reti   |        |
| --------------- | --------------- | --------------- | ---------- | ---------- | --------------- | --------------- | --------------- | ------------------ | ------------------ | ------------------ | ----------- | ----------- | ----------- | ------ | ------ | ------ |
| 2021            | Colo-Colo       | PD              | 9          | 0          | CC              | 3               | 0               | -                  | -                  | -                  | -           | -           | -           | 12     | 0      |        |
| 2022            | Colo-Colo       | PD              | 4          | 0          | CC              | 1               | 0               | CL+CS              | 1+0                | 0                  | SC          | 0           | 0           | 6      | 0      |        |
| 2023            | Colo-Colo       | PD              | 15         | 0          | CC              | 2               | 0               | CL+CS              | 5+0                | 0                  | SC          | 0           | 0           | 22     | 0      |        |
| 2024            | Colo-Colo       | PD              | 12         | 1          | CC              | 2               | 0               | CL                 | 2                  | 0                  | SC          | 1           | 0           | 17     | 1      |        |
| 2025            | Colo-Colo       | PD              | 1          | 0          | CC              | 0               | 0               | -                  | -                  | -                  | -           | -           | -           | 1      | 0      |        |
| Totale carriera | Totale carriera | Totale carriera | 41         | 0          |                 | 8               | 0               |                    | 8                  | 0                  |             | 1           | 0           | 58     | 1      |        |

## Palmarès

### Club

#### Competizioni nazionali
- Campionato cileno: 2

Colo Colo: 2022, 2024
- Copa Chile: 2

Colo-Colo: 2021, 2023
- Supercoppa del Cile: 2

Colo Colo: 2022, 2024